# Alan Mouchawar
Alan Edward Mouchawar (Los Angeles, 3 agosto 1960) è un ex pallanuotista statunitense, vincitore di una medaglia d'argento alle olimpiadi di Seul 1988.